# Bohumil Šrámek
Bohumil Šrámek (19. května 1903 Souš u Mostu – ???) byl český a československý manažer a politik, v poúnorovém období krátce československý ministr energetiky.

## Biografie
Narodil se 19. května 1903 v Souši u Mostu jako syn horníka Jana Šrámka původem z Bezděkovce u Přeštic a jeho manželky Josefy roz. Burdové z Kaznějova.
Podle oficiálního životopisu, zveřejněného při nástupu do ministerské funkce, se vyučil kotlářem a zámečníkem. Za první republiky se zapojil do dělnického hnutí a v šestnácti letech vstoupil do Svazu kovodělníků. Byl členem mládežnické politické organizace, spojené se socialistou Bohuslavem Vrbenským. Na Mostecku spoluzakládal pobočku Svazu přátel SSSR. Během okupace se jako dělník v ervěnické elektrárně účastnil protifašistického odboje (bez dalších podrobností). Po osvobození r. 1945 vstoupil do KSČ a zastával řadu stranických a veřejných funkcí.
Ministrem se stal 31. ledna 1953, kdy vláda Antonína Zápotockého z důvodu „dalšího zlepšení řízení některých odvětví hospodářství a kultury“ na mimořádné schůzi rozdělila několik ministerstev. Z dosavadního Ministerstva paliv a energetiky, vedeného Václavem Pokorným, se vyčlenilo samostatné Ministerstvo energetiky a Bohumil Šrámek byl jmenován do jeho čela. (Václav Pokorný pokračoval ve vládě jako ministr paliv.) Slib do rukou prezidenta republiky složil 2. února. Před nástupem do úřadu pracoval jako ředitel oblastní správy elektráren v Mostě.
Ministerskou funkci vykonával jen krátce. 11. září 1953 rozhodla vláda o opětovném sloučení obou nových ministerstev do jediného Ministerstva paliv a energetiky a do jeho čela jmenovala Josefa Jonáše. Šrámek spolu s několika dalšími ministry, uvolněnými během této reorganizace, přešel „na jiné stranické, státní a hospodářské funkce“. Například v únoru 1954 se jako náměstek ministra paliv a energetiky účastnil konference o výrobě parních kotlů a turbín.